# Paul Kelly (acteur)
Pour les articles homonymes, voir Paul Kelly et Kelly.

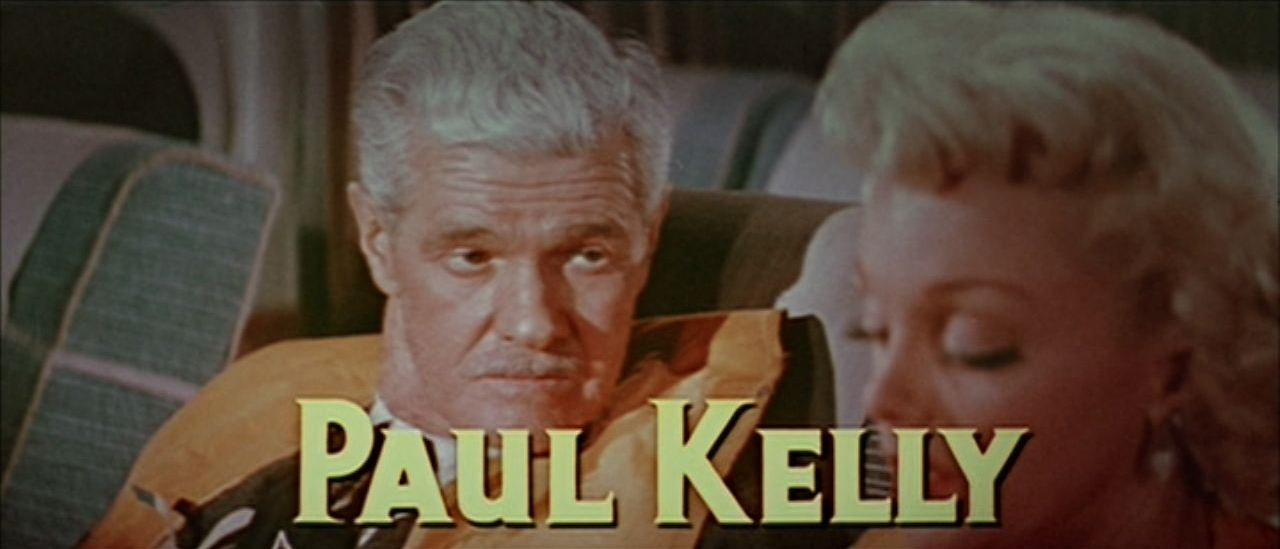
Dans Écrit dans le ciel (1954)

Paul Kelly est un acteur américain, de son nom complet Paul Michael Kelly, né à New York (arrondissement de Brooklyn) (État de New York, États-Unis) le 9 août 1899, mort à Beverly Hills (Californie, États-Unis) le 6 novembre 1956.

## Biographie
Paul Kelly débute au théâtre en 1906 (à sept ans). Cinq ans après, en 1911 (à douze ans), il débute à la fois au théâtre à Broadway (New York) et au cinéma (où il tournera de nombreux films comme enfant-acteur, surtout des courts métrages, durant la période du muet).
Sa carrière a été brièvement interrompue de 1927 à 1929 par vingt-cinq mois de prison, pour homicide involontaire. Ayant battu à mort l'acteur Ray Raymond dans une bagarre le 15 avril 1927, il fut jugé la même année et condamné à une peine d'un à dix ans de prison. Peine purgée dans la prison de San Quentin en Californie.
- Dix-sept pages sont consacrées à cette affaire et à cet acteur dans le livre Retour à Babylone de Kenneth Anger édité par «Éditions Tristram» en 2016.

La veuve de Ray Raymond, Dorothy MacKaye, épousa Paul Kelly en 1931. Elle avait été brièvement emprisonnée pour complicité dans ce meurtre.
À Broadway, il joue dans vingt-et-une pièces et une revue, la dernière fois en 1951. Au cinéma, il participe en tout à cent-cinquante-huit films américains, ses deux derniers sortant en 1957, année suivant celle de sa mort brutale d'une crise cardiaque.
Pour la télévision, il contribue à dix séries, de 1950 à 1956.

## Filmographie partielle
Au cinéma

### Années 1910
- 1911 : Captain Barnacle, Diplomat de Van Dyke Brooke (court métrage)
- 1912 : A Juvenile Love Affair de Charles Kent (court métrage)
- 1913 : Dick, the Dead Shot de Van Dyke Brooke (court métrage)
- 1914 : Buddy's First Call de Tefft Johnson (court métrage)
- 1914 : Polishing Up de George D. Baker (court métrage)
- 1915 : The Jarr Family discovers Harlem de Harry Davenport (court métrage)
- 1915 : The Closing of the Circuit de Harry Davenport (court métrage)
- 1916 : The Doctor of the Afternoon Arm de Robert Hill (court métrage)
- 1917 : Knights of the Square Table d'Alan Crosland
- 1919 : Fit to win d'Edward H. Griffith et Lewis Milestone (court métrage)
- 1919 : Anne of Green Gables de William Desmond Taylor

### Années 1920
- 1920 : Uncle Sam of Freedom Ridge de George Beranger
- 1921 : The Great Adventure de Kenneth S. Webb
- 1926 : The New Klondike de Lewis Milestone
- 1927 : Slide, Kelly, Slide d'Edward Sedgwick
- 1927 : L'As des PTT (en) (Special Delivery) de Roscoe Arbuckle

### Années 1930
- 1932 : The Girl from Calgary de Paul Whitman
- 1933 : Nuits de Broadway (Broadway Through a Keyhole) de Lowell Sherman
- 1934 : The Love Captive de Max Marcin
- 1934 : Side Streets (en) d'Alfred E. Green
- 1934 : Blind Date de Roy William Neill
- 1934 : Death on the Diamond d'Edward Sedgwick
- 1934 : The President Vanishes de William Wellman
- 1935 : L'Étoile de minuit (Star of Midnight) de Stephen Roberts
- 1935 : When a Man's a Man d'Edward F. Cline
- 1935 : Les Hommes traqués (Public Hero n°1), de J. Walter Ruben
- 1935 : Speed Devils de Joseph Henabery
- 1935 : Silk Hat Kid de Bruce Humberstone
- 1935 : It's a Great Life d'Edward F. Cline
- 1936 : My Marriage de George Archainbaud
- 1936 : Le Doigt qui accuse (The Accusing Finger) de James Patrick Hogan
- 1936 : Calibre neuf millimètres (Murder with Pictures) de Charles Barton
- 1936 : The Country Beyond d'Eugene Forde
- 1936 : Here Comes Trouble (en) de Lewis Seiler
- 1936 : Héros d'un soir (Song and Dance Man) d'Allan Dwan
- 1936 : Murder with Pictures de Charles Barton
- 1937 : Join the Marines de Ralph Staub
- 1937 : Parole Racket de Charles C. Coleman
- 1937 : The Frame up de D. Ross Lederman
- 1937 : It Happened Out West de Howard Bretherton
- 1937 : Fit for a King de Edward Sedgwick
- 1937 : Les Cadets de la mer (Navy Blue and Gold) de Sam Wood
- 1938 : Island in the Sky d'Herbert I. Leeds
- 1938 : Torchy Blane in Panama de William Clemens
- 1938 : Nurse from Brooklyn de S. Sylvan Simon
- 1938 : The Devil's Party de Ray McCarey
- 1938 : The Missing Guest de John Rawlins
- 1938 : Juvenile Court de D. Ross Lederman
- 1938 : Adventure in Sahara de D. Ross Lederman
- 1939 : Forged Passport de John H. Auer
- 1939 : The Flying Irishman de Leigh Jason
- 1939 : Les Fantastiques Années 20 (The Roaring Twenties) de Raoul Walsh
- 1939 : 6000 Enemies de George B. Seitz
- 1939 : La Belle et la loi (Within the Law) de Gustav Machatý
- 1939 : En surveillance spéciale (Invisible Stripes de Lloyd Bacon

### Années 1940
- 1940 : Howard le révolté (The Howards of Virginia) de Frank Lloyd
- 1940 : Wyoming de Richard Thorpe
- 1940 : L'Appel des ailes (Flight Command) de Frank Borzage
- 1940 : Les Bas-fonds de Chicago (Queen of the Mob) de James Patrick Hogan
- 1940 : Girls Under 21 de Max Nosseck
- 1941 : I'll Wait for You de Robert B. Sinclair
- 1941 : La Danseuse des Folies Ziegfeld (Ziegfeld Girl) de Robert Z. Leonard
- 1942 : Les Tigres volants (Flying Tigers) de David Miller
- 1942 : Les Aventures de Tarzan à New York (Tarzan's New York Adventure) de Richard Thorpe
- 1942 : À nous la marine (Call Out the Marines) de Frank Ryan et William Hamilton
- 1944 : L'Odyssée du docteur Wassell (The Story of Dr. Wassell) de Cecil B. DeMille
- 1944 : Faces in the Fog de John English
- 1944 : Les Yeux d'un mort (Dead Man's Eyes) de Reginald Le Borg
- 1945 : San Antonio de David Butler
- 1945 : Les Diables jaunes (China's Little Devils) de Monta Bell
- 1945 : L'Aventurière de San Francisco (Allotment Wives) de William Nigh
- 1946 : Strange Journey de James Tinling
- 1946 : Deadline for Murder de James Tinling
- 1947 : Feux croisés (Crossfire) d'Edward Dmytryk
- 1947 : L'Île aux serpents (Adventure Island) de Sam Newfield

### Années 1950
- 1950 : La Femme à l'écharpe pailletée (The File on Thelma Jordon ou Thelma Jordon) de Robert Siodmak
- 1950 : Fureur secrète (The Secret Fury) de Mel Ferrer
- 1950 : Trahison à Budapest (Guilty of Treason) de Felix E. Feist
- 1950 : La Rue de la mort (Side Street) d'Anthony Mann
- 1950 : La Femme sans loi (Frenchie) de Louis King
- 1952 : La Mission du commandant Lex (Springfield Rifle) d'André de Toth
- 1953 : Le Tueur du Montana (Gunsmoke) de Nathan Juran
- 1953 : Même les assassins tremblent (Split Second) de Dick Powell
- 1954 : Écrit dans le ciel (The High and the Mighty) de William A. Wellman
- 1954 : Les Bolides de l'enfer (Johnny Dark) de George Sherman
- 1955 : La Jungle des hommes (The Square Jungle) de Jerry Hopper
- 1956 : Au cœur de la tempête (Storm Center) de Daniel Taradash
- 1957 : Bailout at 43,000 de Francis D. Lyon

## Théâtre (à Broadway)
Pièces, sauf mention contraire
- 1911 : The Confession de James Halleck Reid
- 1916 : Les Quatre Filles du docteur March (Little Women), adaptation de Marian de Forest, d'après le roman éponyme de Louisa May Alcott
- 1918 : Seventeen, adaptation de Hugh Stanislaus Stange et Stannars Mears, d'après le roman éponyme de Booth Tarkington, avec Ruth Gordon
- 1918 : Penrod d'Edward E. Rose, d'après les personnages créés par Booth Tarkington
- 1921 : Honors are Even de Roi Cooper Megrue
- 1922 : Up the Ladder d'Owen Davis, mise en scène de Lumsden Hare, avec Doris Kenyon
- 1922-1923 : Whispering Wires de Kate McLaurin
- 1923-1924 : Chains de Jules Eckert Goodman, avec Katharine Alexander, Gilbert Emery
- 1924 : The Lady Killer d'Alice et Frank Mandel, avec James Gleason
- 1924 : Nerves de John Farrar et Stephen Vincent Benét, avec Walter Baldwin, Humphrey Bogart, Mary Philips
- 1925 : Houses of Sand de G. Marion Burton, avec Charles Bickford
- 1925 : The Sea Woman de Willard Robertson, avec Charles Halton, Blanche Yurka
- 1926 : Find Daddy de Tadema Bussiere, avec Enid Markey
- 1930 : Nine-Fifteen Revue, revue chorégraphiée par Busby Berkeley et Leon Leonidoff
- 1930 : Bad Girl de Brian Marlow et Viña Delmar, adaptation du roman éponyme de cette dernière, avec Sylvia Sidney (adaptée au cinéma en 1931)
- 1931 : Hobo de Frank S. Merlin, avec Victor Kilian
- 1931 : Just ot remind you d'Owen Davis, avec Jerome Cowan, Frank McDonald
- 1932 : Adam had Two Sons de John McDermott
- 1932 : The Great Magoo de Ben Hecht et Gene Fowler, mise en scène par George Abbott, avec Percy Kilbride, Victor Kilian, Millard Mitchell
- 1945 : Beggars are coming to Town de Theodore Reeves, avec Luther Adler, Arthur Hunnicutt, E. G. Marshall, Harold Young
- 1947 : Command Decision de William Wister Haines, avec Stephen Elliott, James Whitmore
- 1950-1951 : The Country Girl de (et mise en scène par) Clifford Odets, avec Uta Hagen (adaptée au cinéma en 1954)